# Friese Maatschappij van Landbouw
De Friese Maatschappij van Landbouw (Fries: Fryske Maatskippij fan Lânbou), ook wel bekend als de Fryske Mij, was een boerenstandsorganisatie in Friesland. De organisatie werd opgericht op 30 januari 1852 en was aangesloten bij het Koninklijk Nederlands Landbouw-Comité. In de jaren vijftig van de twintigste eeuw telde de organisatie tienduizend leden, 54 afdelingen, zes onderafdelingen en acht ledenverenigingen. In 1991 ging de organisatie op in de Fries-Flevolandse Land- en Tuinbouworganisatie (FLTO).

Opening van het kweekbedrijf "Ropta" in Metslawier, destijds uitgebaat door de Friese Maatschappij voor de Landbouw
Boeket veldbloemen voor prinses Margriet die de opening verrichtte in 1965

## Fries Landbouwblad
Het officiële orgaan van de organisatie was het weekblad Fries Landbouwblad (Fries: Frysk Lânboublêd). Van 1860 tot 1910 werd deze aanvankelijk maandelijks uitgegeven onder de naam Mededelingen en Berichten. Hierna verscheen het tot 1920 onder de titel Friesch Weekblad met Trui Jentink als hoofdredacteur. De langste periode, 1920 tot 1991, droeg het blad de naam Fries Landbouwblad. Na de fusie van de organisatie in 1991 verscheen het blad onder de titel Het Landbouwblad. In 2005 werd het vervangen door het blad Oogst van LTO Nederland.
- Virtual International Authority File: 56155563981013000884